# World Team Challenge 2015
Il World Team Challenge 2015 si è svolto il 28 dicembre alla Veltins-Arena di Gelsenkirchen.
La competizione si articola in due fasi: una prima gara in mass start e una seconda gara di inseguimento, con distacchi dimezzati. 

## Risultati
| Pos | Atleti                                    | Nazione   | Tempo   |
| --- | ----------------------------------------- | --------- | ------- |
| 1   | Marie Dorin-Habert / Martin Fourcade      | Francia   | 33:57,6 |
| 2   | Gabriela Soukalová / Ondřej Moravec       | Rep. Ceca | +12,6   |
| 3   | Vanessa Hinz / Simon Schempp              | Germania  | 22,2    |
| 4   | Jekaterina Jurlowa / Jewgeni Garanitschew | Russia    | +29,6   |
| 5   | Walentyna Semerenko / Serhij Semenow      | Ucraina   | +31,7   |
| 6   | Lisa Hauser / Simon Eder                  | Austria   | +46,8   |
| 7   | Franziska Hildebrand / Erik Lesser        | Germania  | +1:46,8 |
| 8   | Teja Gregorin / Jakov Fak                 | Slovenia  | +1:57,6 |
| 9   | Dorothea Wierer / Lukas Hofer             | Italia    | +2:27,1 |
| 10  | Emma Nilsson / Tobias Arwidson            | Svezia    | +2:55,3 |